# Бульвар Лесі Українки (Київ)
Бульва́р Ле́сі Украї́нки — бульвар у Печерському районі міста Києва, місцевості Печерськ, Черепанова гора. Пролягає від стику вулиць Басейної (бульвар є продовженням вулиці), Шовковичної, Госпітальної та Мечникова до бульвару Миколи Міхновського.
Прилучаються вулиці Новогоспітальна, Мала Шияновська, Генерала Алмазова, Михайла Задніпровського, площа Лесі Українки, вулиці Джона Маккейна, Петра Болбочана, Курганівська і Верхня та бульвар Марії Приймаченко. Бульвар Лесі Українки сполучений Печерським мостом з вулицями Бастіонною та Михайла Бойчука.

## Історія
Бульвар виник наприкінці 1950-х років у зв'язку із початком забудови незабудованих до того часу територій між вулицями Госпітальною та Новогоспітальною. В кінцевій частині прокладений на місці старих вулиць Засара́йної (між Новогоспітальною вулицею і сучасною площею Лесі Українки), Щорса (від нинішньої площі Лесі Українки до вулиці Джона Маккейна) та Пече́рської, з 1958 року — Печерський бульвар. Сучасна назва — з 1961 року.
У серпні 2011 року був проведений капітальний ремонт проїжджої частини на бульварі в рамках підготовки міста до Євро-2012.

## Будівлі, що мають історичну або архітектурну цінність
- № 25 (кол. юнкерське училище, нині — Київський військовий ліцей ім. І. Богуна; 1915—1916)
- № 18А (Капонір 3-го полігону; 1844)
- № 25 (Будинок начальника училища; 1914—1916)
- № 25 (Стайні критого кінного манежу Олексіївського кадетського корпусу; 1914—1916)
- № 25-А (Критий кінний манеж Олексіївського кадетського корпусу; 1914—1916)
- № 27/2 (Житловий будинок офіцерів; 1914—1916)
- № 25 (1974 Пам'ятник Олександрові Суворову, російському генералісимусу) демонтований 2019
- № 36-Б — на фасаді 18-поверхового житлового будинку австралійський художник Гвідо ван Гелтен 28 жовтня 2015 завершив 12-денну роботу по малюванню велетенського стінопису — дівчини у вишиванці. Мурал сягає заввишки 43 метри. Це найбільший твір художника не лише в Україні, а й в Європі[3]

## Установи та заклади
- Центральна публічна бібліотека «Печерська» (буд. № 7).
- Середня загальноосвітня школа № 84 (буд. № 32-А)

## Зображення

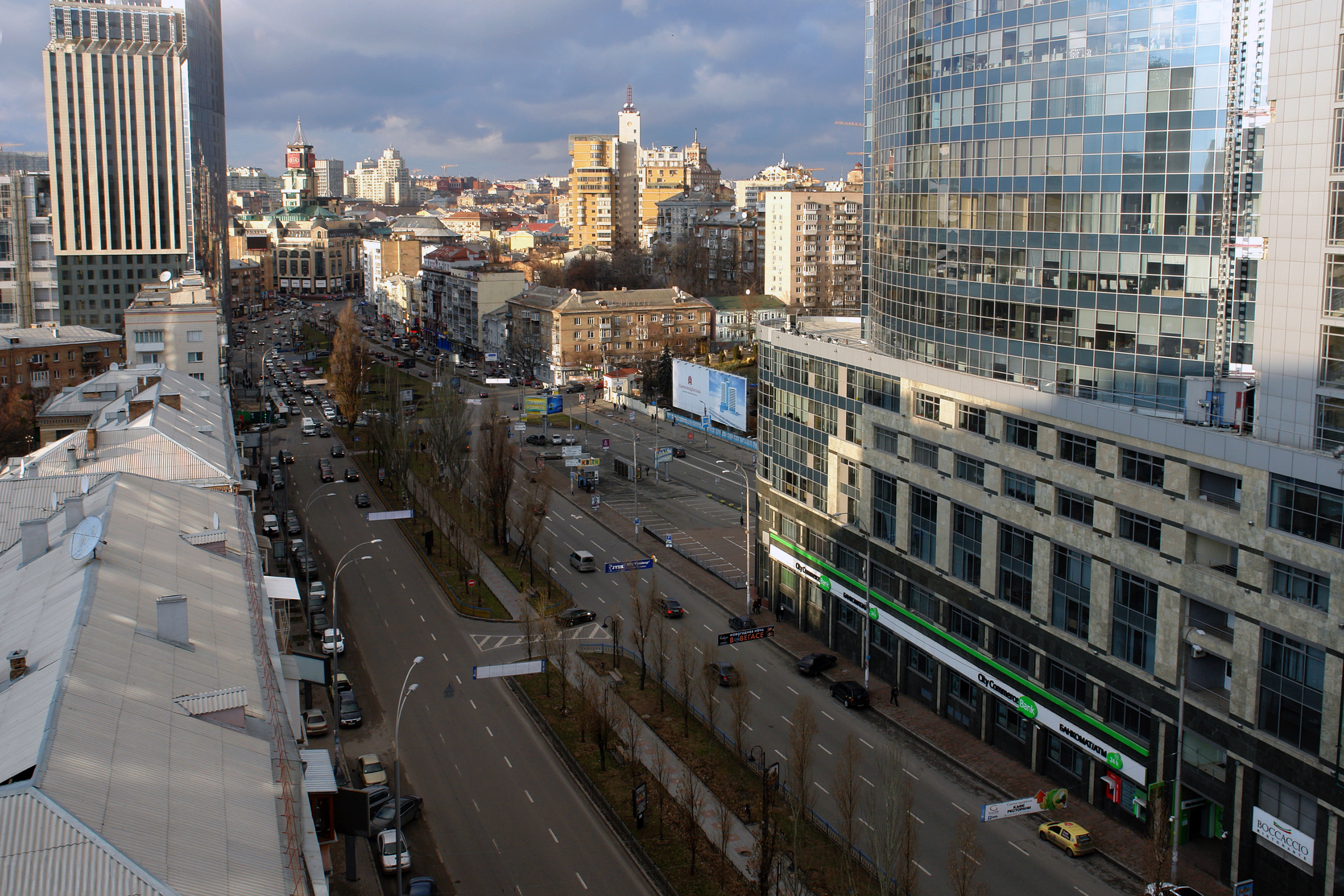
Початок бульвару від Басейної вулиці
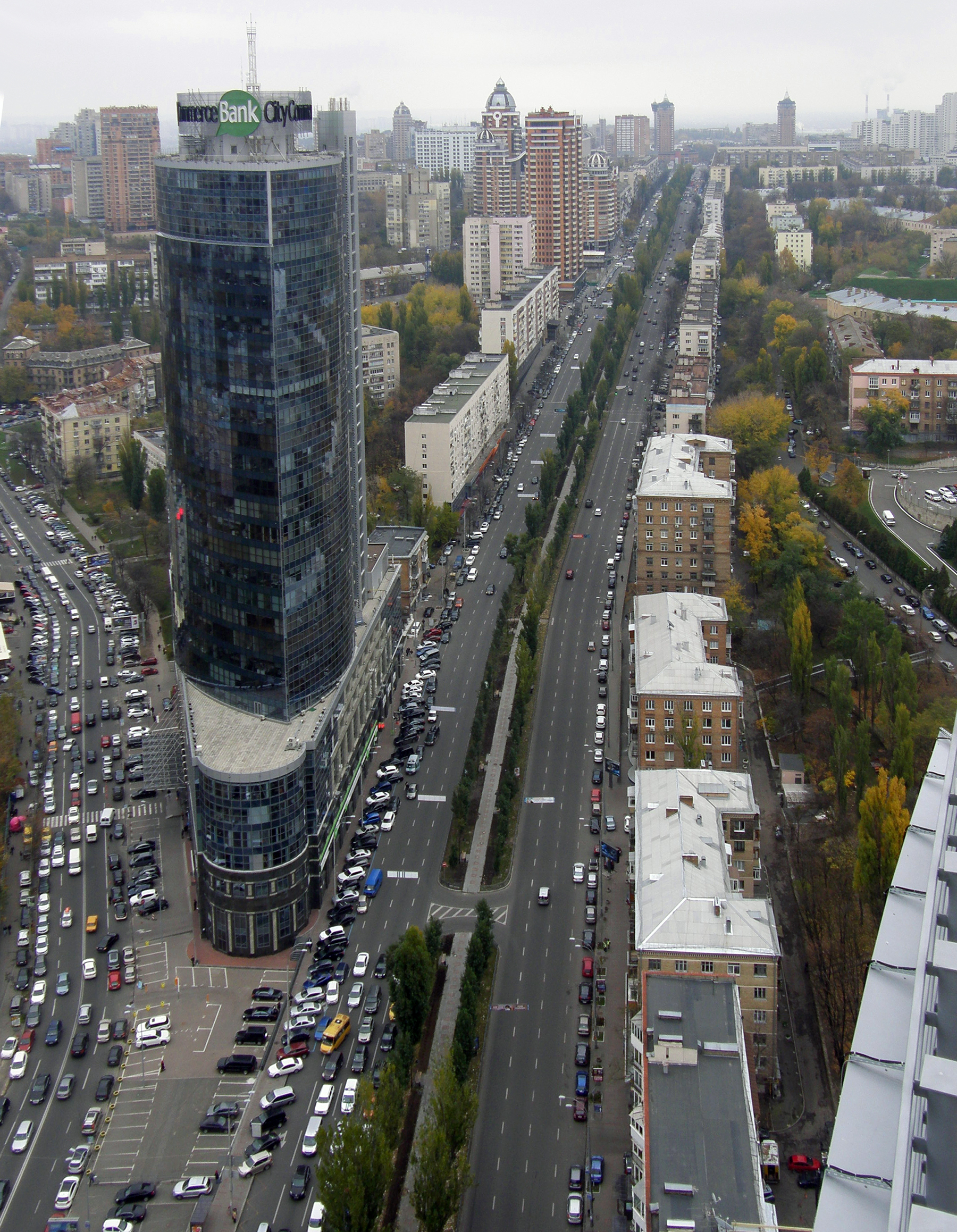
Бульвар від початку
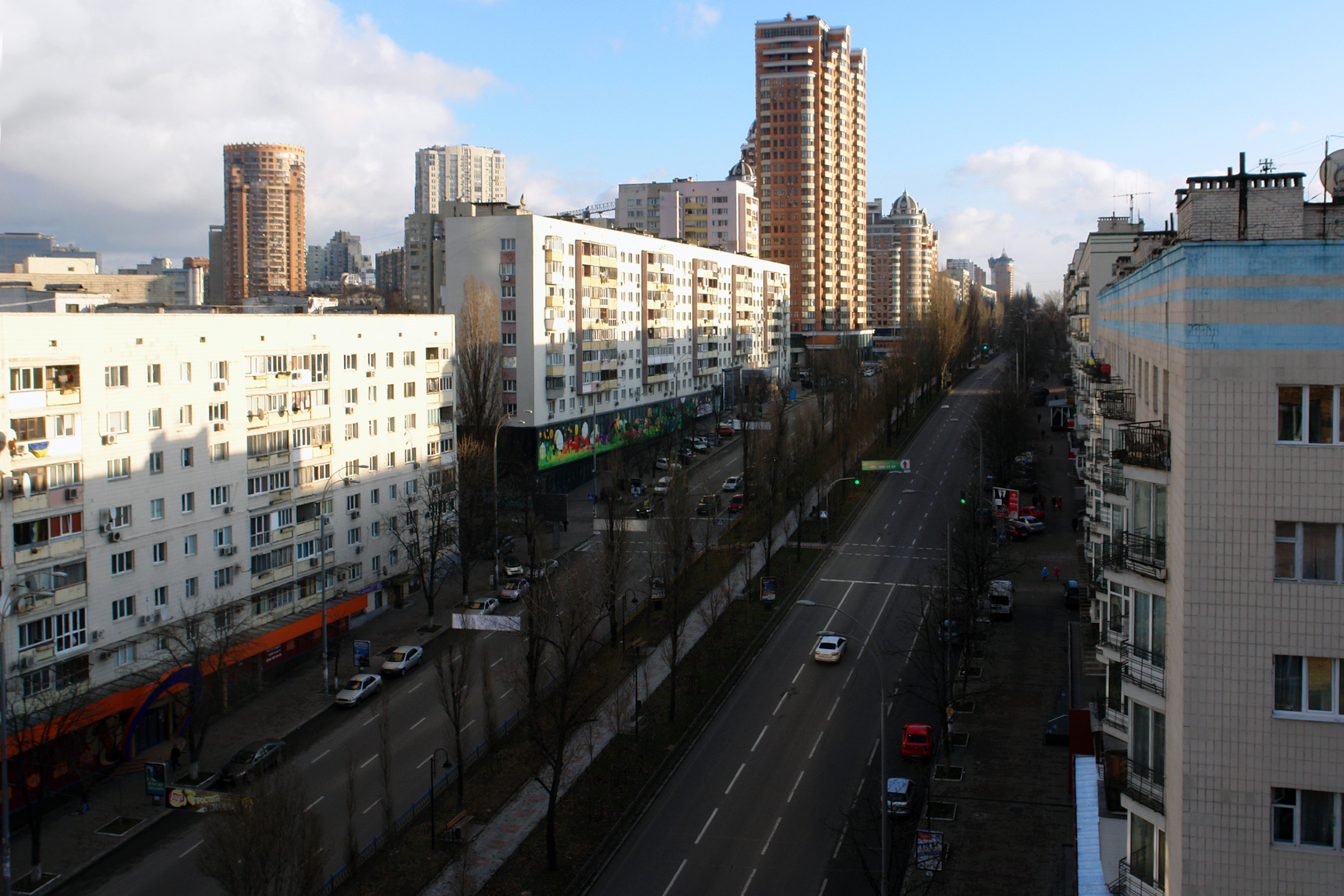
від №№ 3 (ліворуч) і 10 (праворуч)
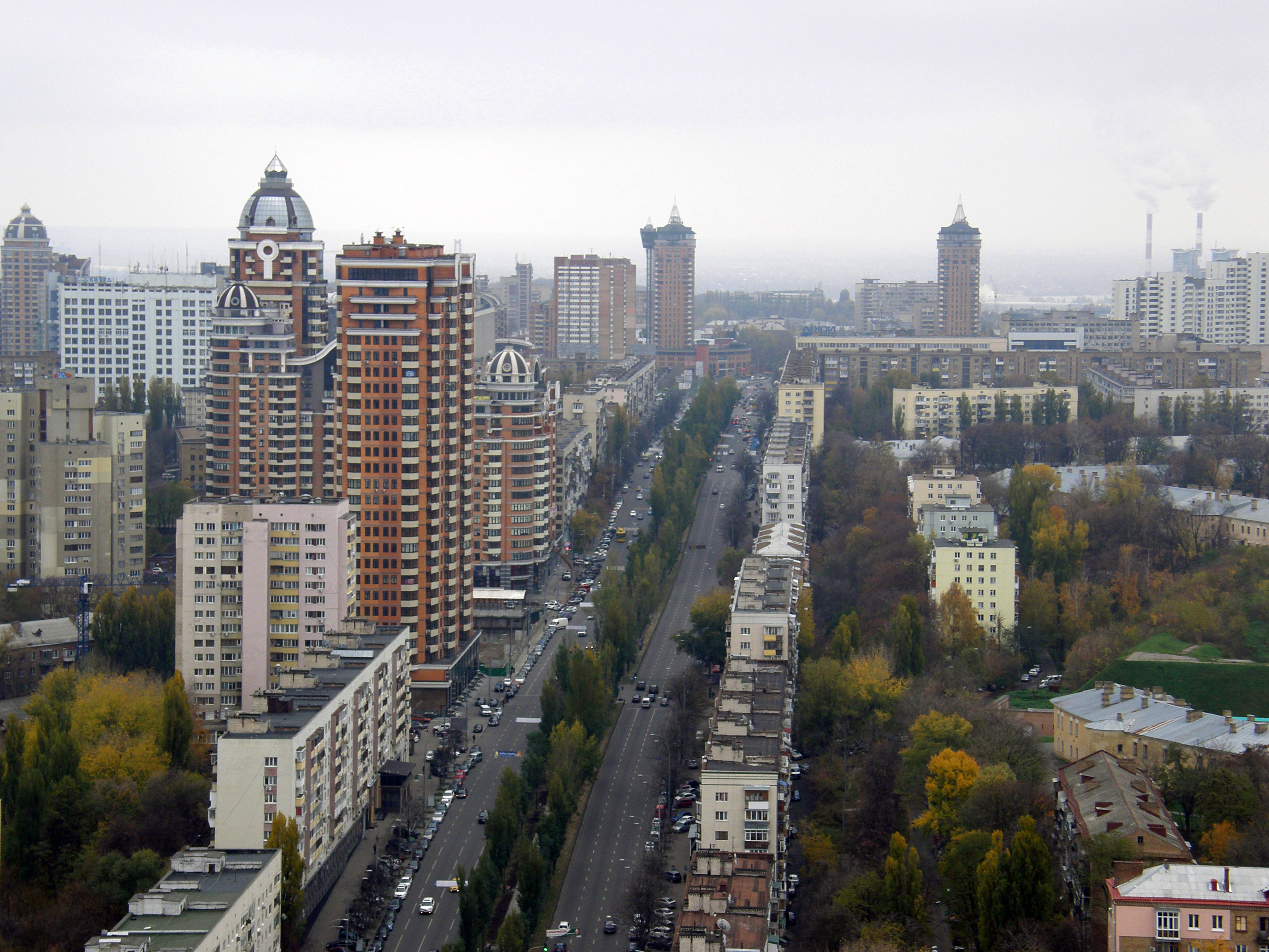
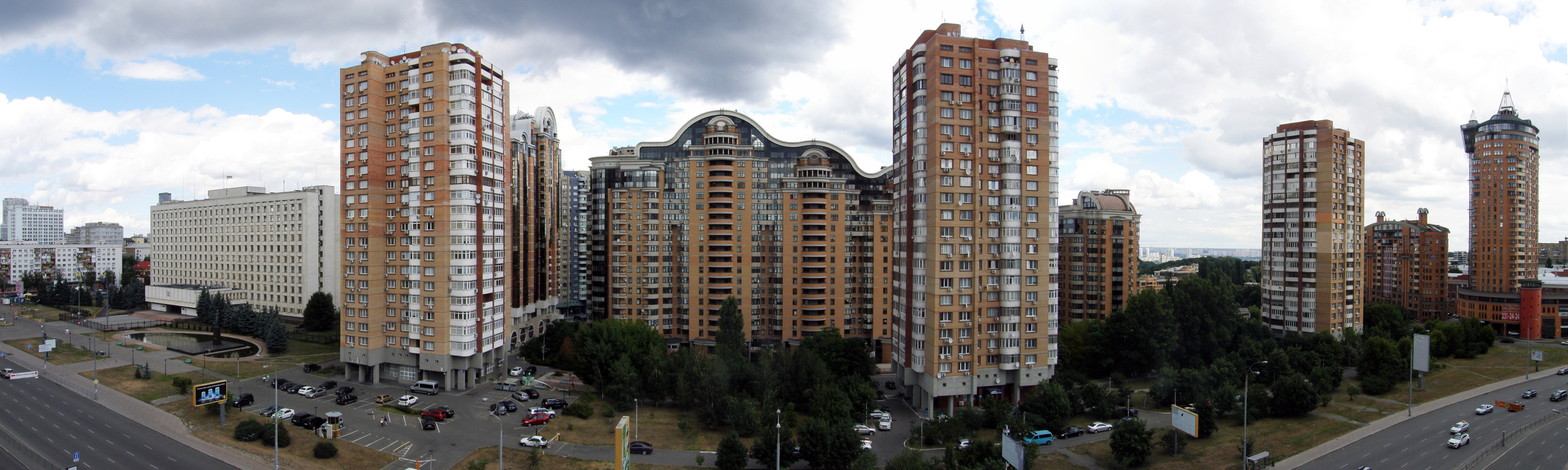
«Царське село»
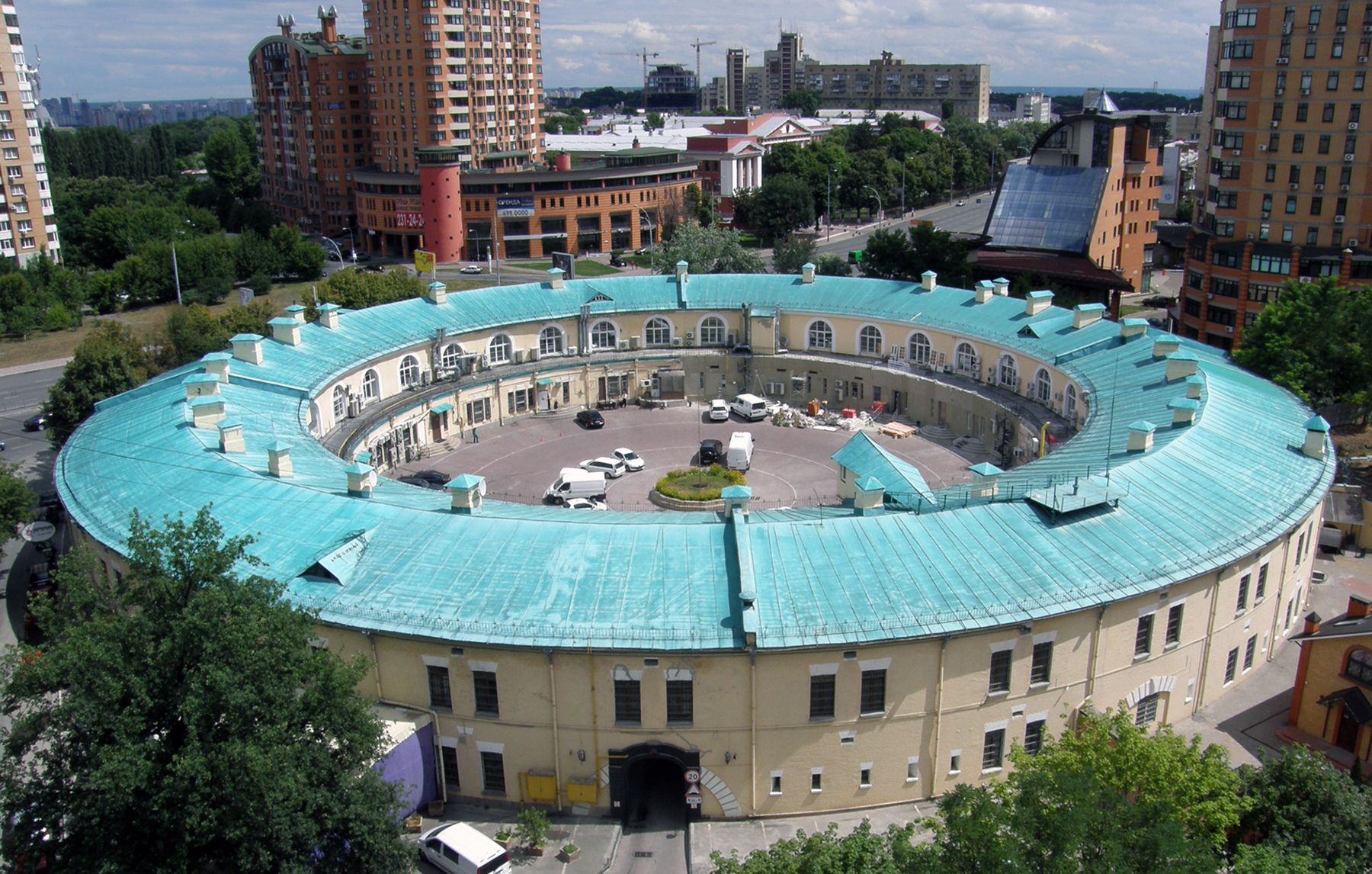
Кругла вежа (№ 2) Васильківських укріплень (має адресу вул. Коновальця, 44)
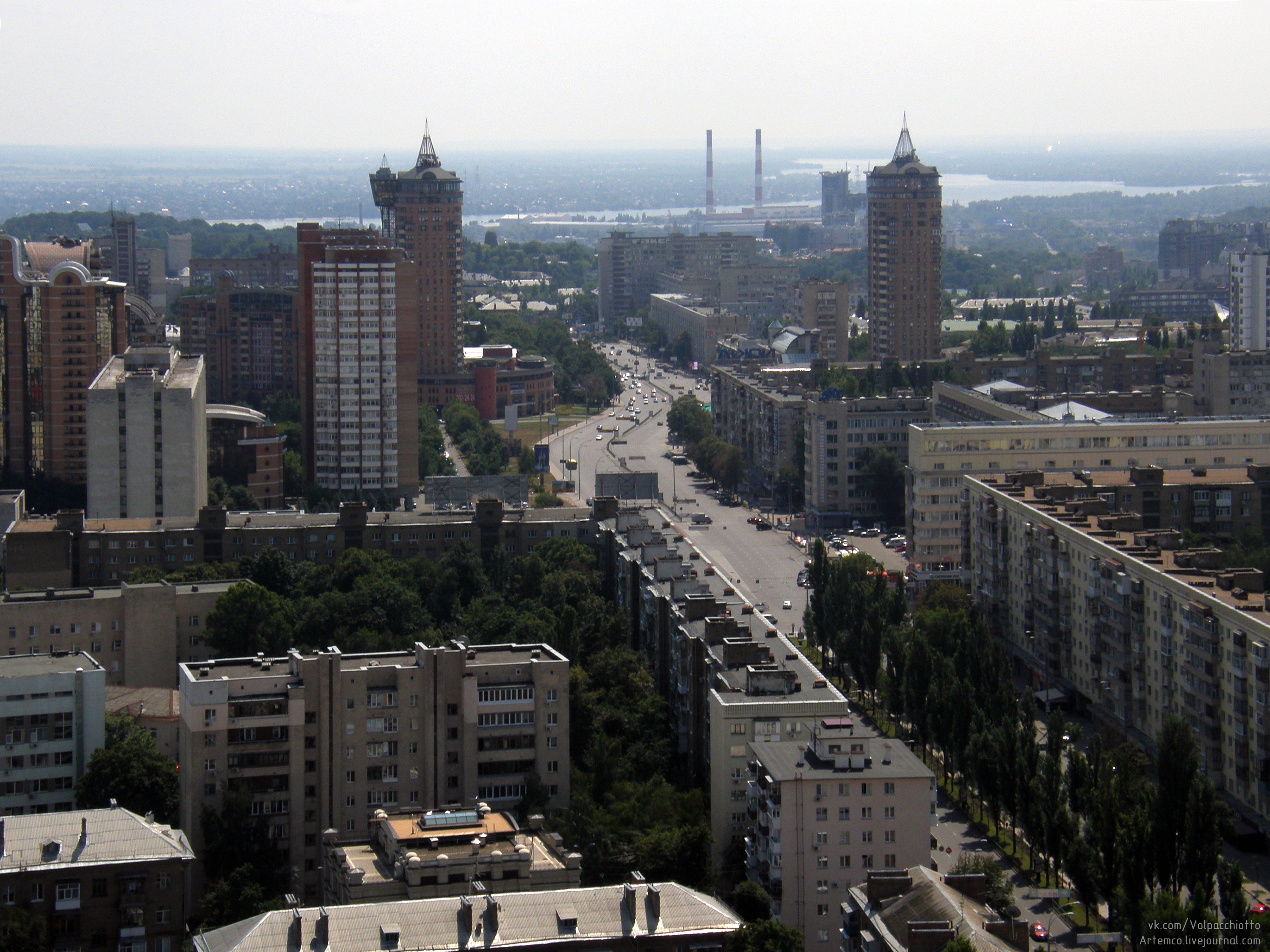
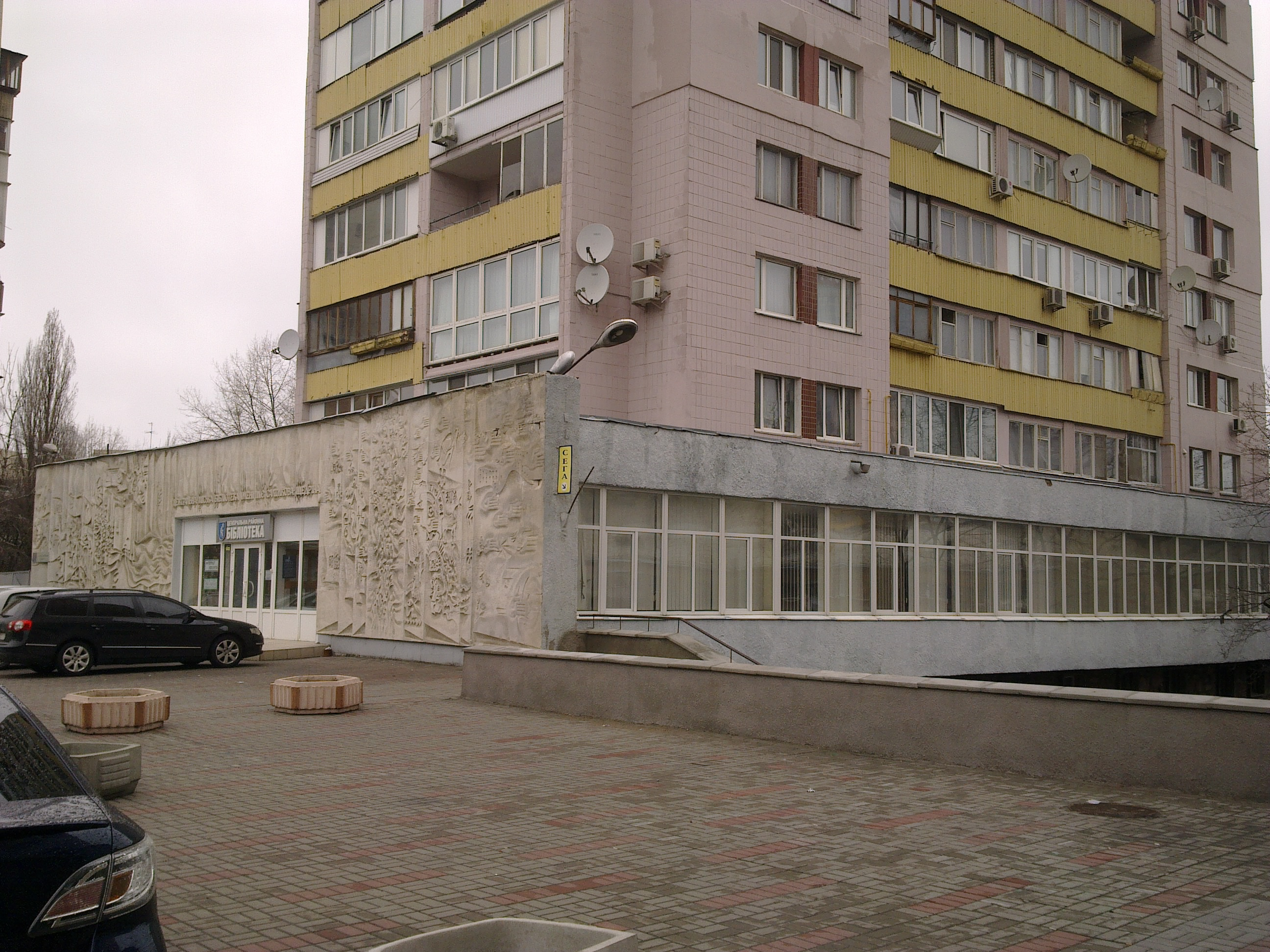
№ 7 – Центральна публічна районна бібліотека «Печерська»
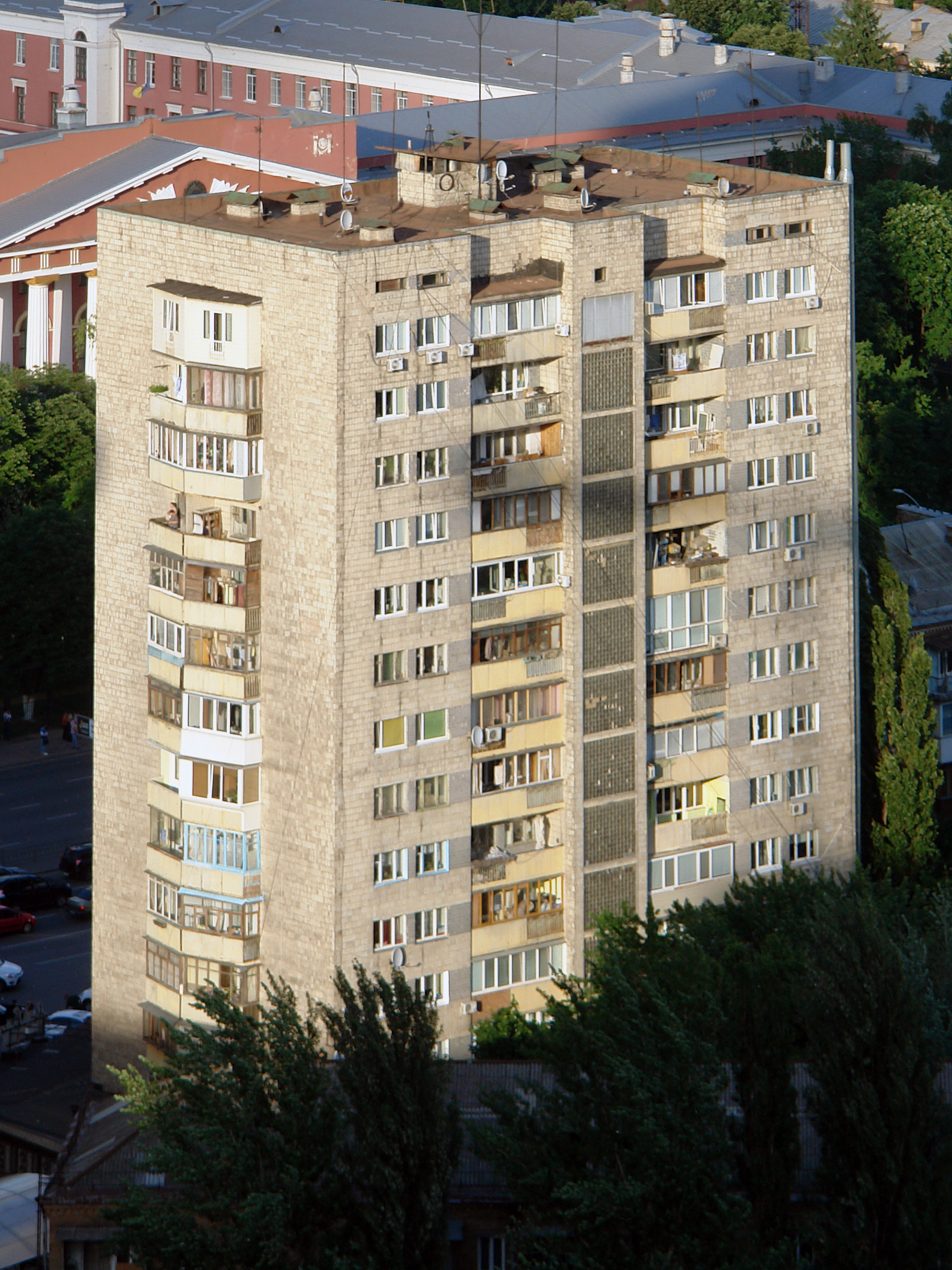
№ 30а – перший будинок серії К-14, 1965 р.
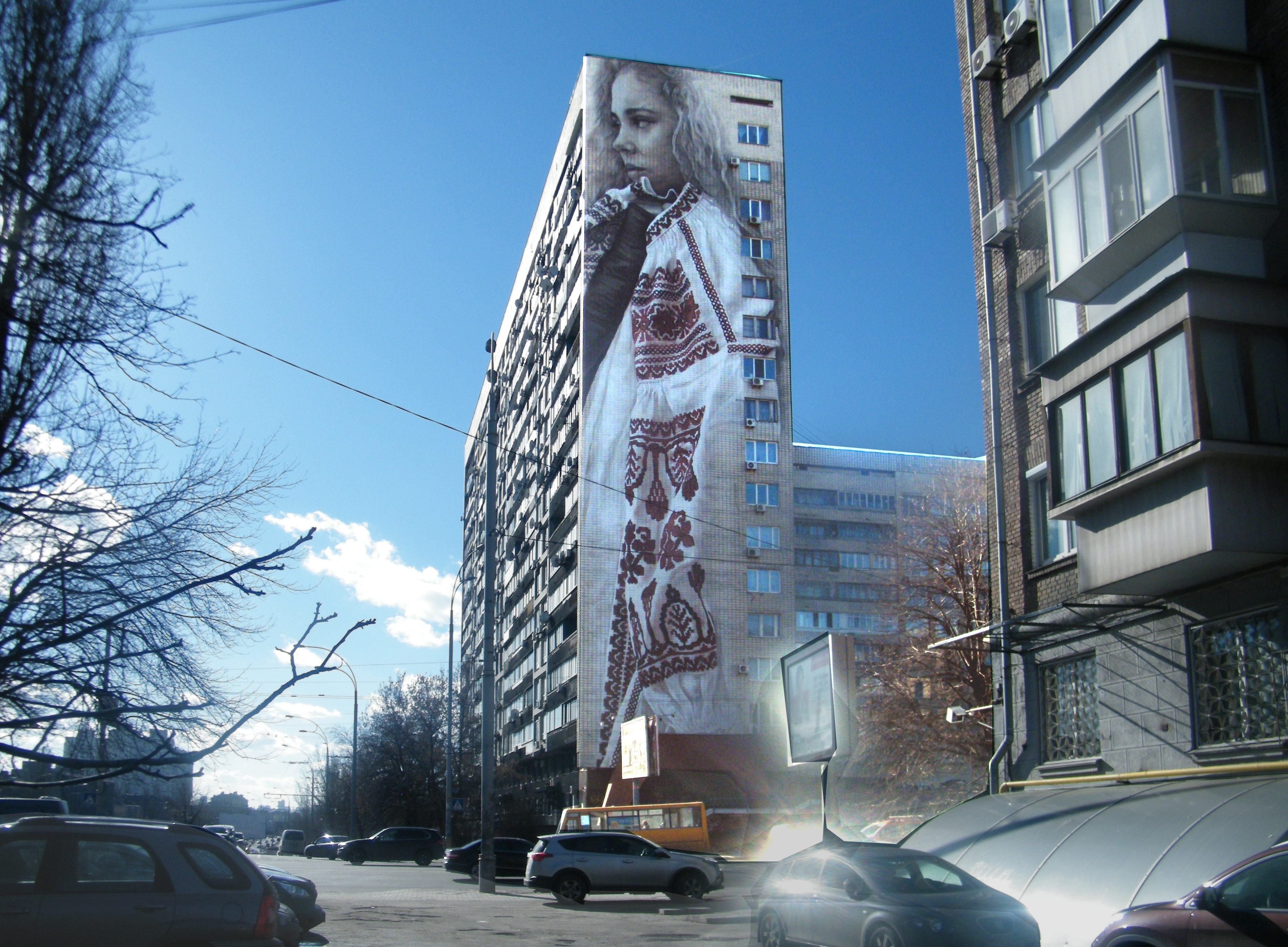
Мурал Гвідо ван Гелтена на будинку № 36-Б